# Dick Vennik
Dick Vennik (* 4. Juni 1940 in Alkmaar; † September 2022) war ein niederländischer Jazzmusiker (Tenorsaxophon, auch Sopransaxophon, Flöte, Bassklarinette, Komposition).

## Leben und Wirken
Vennik spielte Klarinette in einem Blasorchester und brachte sich autodidaktisch mit Hilfe von Platten von Sonny Rollins und später John Coltrane das Jazzspielen bei. Während seines Militärdienstes engagierte er sich als Altsaxophonist in einem kleinen Orchester. Er nahm Privatunterricht in Flöte, Klavier und Musiktheorie und bestand sein Staatsexamen als Flötist. 1962 lernte er den Pianisten Rein de Graaff kennen, als beide am Loosdrechter Jazzwettbewerb teilnahmen. Zwei Jahre später gründeten sie das Rein de Graaff/Dick Vennik Quartett, das 25 Jahre lang bestand. Das Quartett begann zunächst im Hardbop-Idiom im Kielwasser von Dexter Gordon, Art Blakey und Johnny Griffin; dann kam der Einfluss des späten John Coltrane hinzu und ein Hauch von freier Improvisation. Zwar distanzierte sich Vennik 2005 vom Free Jazz,  war aber für kontrolliert freies Spiel bekannt.
Im Laufe der Zeit entwickelte sich Vennik zum vielbeschäftigten Studiomusiker, unter anderem bei den Skymasters, The Vara Dance Orchestra und dem Metropole Orkest, dem er in den 1980er Jahren bis 1999 als festes Mitglied angehörte. Mit dem Pianisten Rob van den Broeck gründete er 1974 ein zweites Quartett, Free Fair, das sich der Fusionmusik widmete. Weiterhin spielte er auch mit Rob Agerbeek, Nedly Elstak, Klaus Weiss, Jan Morks, Jimmy Knepper und mit Dizzy Gillespie, als dieser Gastsolist der AVRO Big Band (unter Leitung von Tony Nolte) war.
Das Quartett mit Rein de Graaff erweiterte sich 1989 zum Sextett mit dem Posaunisten Bart van Lier und dem Trompeter Jarmo Hoogendijk. Nach seinem Ausscheiden aus dem Metropole-Orchester blieb Vennik weiter aktiv. Mit Free Fair trat er gelegentlich mit acht Blechbläsern auf; er gastierte zudem als Solist bei verschiedenen Bands, unter anderem bei der der Sängerin Colette Wickenhagen. Im Bereich des Jazz war er laut Tom Lord zwischen 1964 und 1999 an 52 Aufnahmesessions beteiligt.
In den letzten Jahren litt Vennik an der Alzheimerkrankheit, an deren Folgen er im September 2022 im Alter von 82 Jahren starb.

## Diskographische Hinweise
- Rein de Graaff/Dick Vennik Quartet: Departure (BASF, 1972 mit Henk Haverhoek, Pierre Courbois)
- Rein de Graaff-Dick Vennik Quartet: Point of No Return (Universe, 1975, mit Henk Haverhoek, Eric Ineke)
- Rein de Graaff/Dick Vennik Quartet: Modal Soul (Timeless, 1978, mit Koos Serierse, Eric Ineke)
- Free Fair (Timeless, 1979, mit Rob van den Broeck, Harry Emmery, Eric Ineke, Raul Burnet)
- Rein de Graaff/Dick Vennik Quartet: Cloud People (Timeless, 1983, mit Koos Serierse, Eric Ineke)
- Rein de Graaff/Dick Vennik: Jubilee (Timeless, 1989, mit Koos Serierse, Eric Ineke, sowie Jarmo Hoogendijk, Bart van Lier)
- Free Fair +8: Live (HAT 1997, Henk Heyink, Jan Hollander, Jan Oosthof, Ruud Breuls, Bart van Lier, Jan Elsink, Martin van den Berg, Paul Woesthuis, Rob van den Broeck, Harry Emmery, Arnoud Gerritse)